# Wetschen
Wetschen község Németországban, Alsó-Szászországban, a Diepholzi járásban. Lakosainak száma 1953 fő (2023. december 31.).

## Földrajza
Wetschen Diepholz, Rehden, Drebber, Dickel, Brockum, Hüde és Lembruch községekkel határos.